# Oahu-oo
Oahu-oo (Moho apicalis) är en utdöd fågel i familjen ooer inom ordningen tättingar. Den förekom tidigare på ön Oahu i Hawaii och sågs senast 1850. IUCN kategoriserar den som utdöd.